# Нью-Йоркська публічна бібліотека

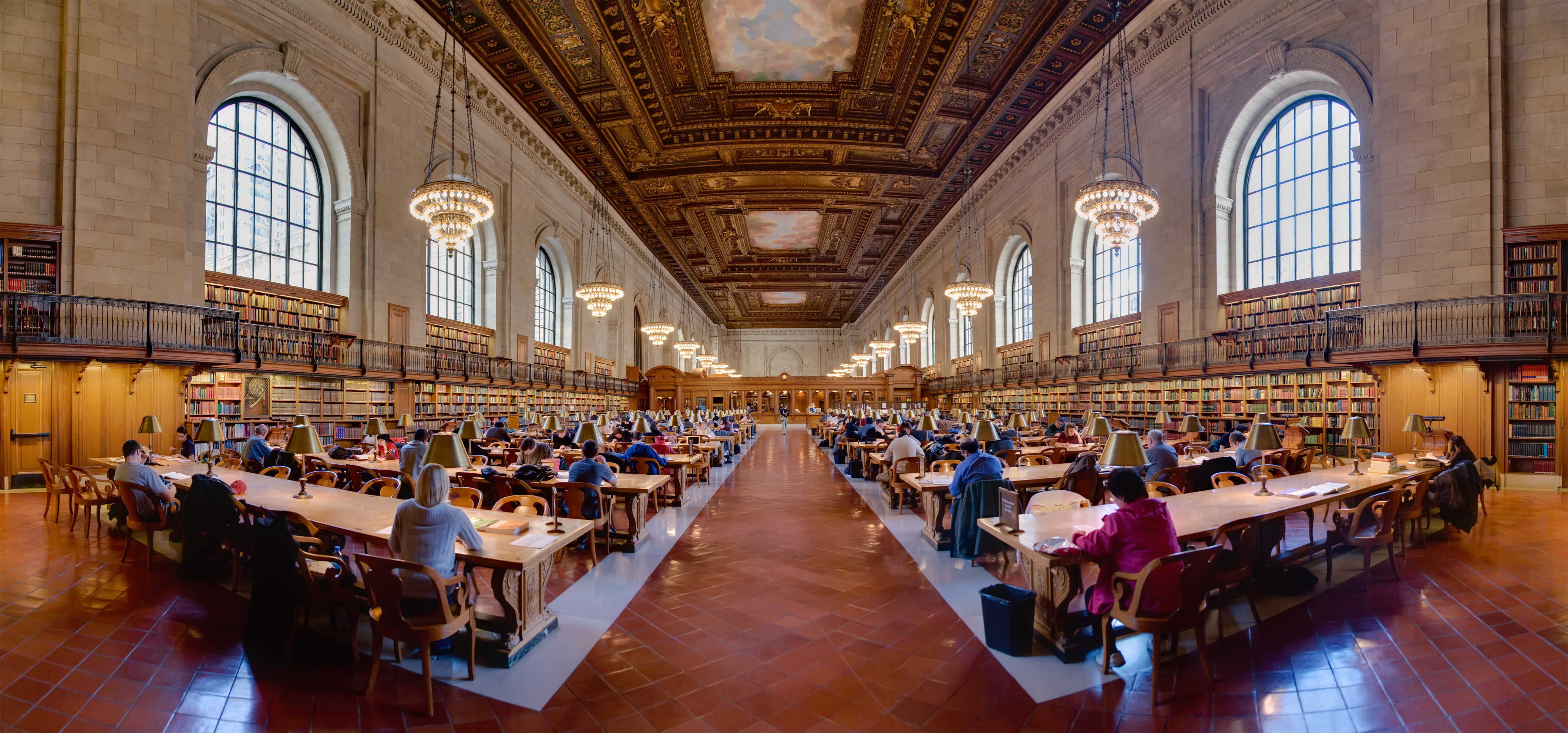
Нью-Йоркська публічна бібліотека — кімната 315

Нью-Йо́ркська публі́чна бібліоте́ка (англ. New York Public Library) — американська книгозбірня, в якій зберігається одна з найкращих колекцій книг у світі (друга в США та четверта у світі). Бібліотеку відкрито 1895 року.
Головну бібліотеку відкрили 1911 року на острові Мангеттен із книжковим фондом у 1 000 000 назв. Бібліотечний будинок у стилі Beaux-Arts (красного мистецтва) на той час вважали наймасивнішим мармуровим будинком у США.
Заповіти від філантропів Нью-Йорка, таких як Семюел Дж. Тілден, Джон Джейкоб Астор і Джеймс Ленокс, забезпечили фонди для збирання примірників книг і спорудження Нью-Йоркської публічної бібліотеки.
Головна зала в дослідній бібліотеці (кімната № 315) відома своїми розмірами: 23,8 м ширини, 90,5 м довжини і 15,8 м висоти (див. знімки).
Нині чотири відділення дослідної бібліотеки Нью-Йорка мають приблизно 43 млн бібліотечних одиниць. Разом з колекціями відділень у бібліотеці 50,6 млн бібліотечних одиниць.